# 芳明館
芳明館，現今多指為是台灣著名的黑幫團體，典型的本省掛角頭團體，發跡於台北市萬華區華西街一帶，成員人數不明。芳明館角頭並無組織型態，早年活動於該地區的幫派份子因聚合在「芳明館戲院」，而逐漸形成一個角頭團體，只要隸屬於芳明館或在其勢力範圍內活動的幫派分子的統稱，也是萬華區眾多角頭勢力之一。
芳明館角頭活躍於1950年代至1990年代，並且因為發生多起小弟槍殺老大的鬩牆事件，使得芳明館在當代聲名遠播而廣為人知。早年芳明館在台北市萬華區有一定強勢的角頭地位，但歷經多年變遷與在地的艋舺文化與現代社會無法傳承接軌，加上芳明館角頭因為內鬨而四分五裂，以及該幫成員多半年邁老化導致該勢力的沒落。該角頭延伸的新世代成員，雖然依舊活動於該地區，行事也趨於低調。

## 原意
《芳明館》一詞原意為1936年台灣日治時期開幕的「芳明館戲院」，落座於台北市有明町4丁目2番地，位於現今萬華區青山里青山公園以及部份華西街夜市尾端。
1950年代由在地不良份子集結並以「芳明館金獅團」為其活動代表名稱，並隨著芳明館戲院於1966年列為危險建築拆除之後，現代芳明館一詞大多成為該角頭勢力的統稱。

## 略歷

### 創立背景
芳明館角頭的形成，源自於1946年由綽號「流氓」連明彥、「水泥桶」廖勝美、江少卿等人為了搶奪華西街的地盤利益，於當地聚合形成角頭團體，依人數結義並命名「十二生肖」為角頭名號，與臨近的大稻埕「鴨仔寮」、「廈門幫」、「蜘蛛黨」等角頭幫派分庭抗禮。
1953年間「流氓」連明彥、「水泥桶」廖勝美、「大江」江永寧、「紅胖忠」黃忠義等首要分子，以街上一座名為「芳明館戲院」為據點，創組「芳明館金獅團」為代表其活動名稱，並因活動於當地的黑幫成員對外自稱為混跡「芳明館」而得名。芳明館所管轄的地盤以妓女戶「寶斗里」風化區為中心，活動在華西街一帶，並且從事色情、賭博、勒索、收取保護費等犯罪活動。
芳明館角頭發展至1970年代時，大致發展為四大派系，由「流氓」連明彥、「水泥桶」廖勝美、「庫瑪」林春發、「大江」江永寧與「三八慶江」翁金龍等人各別領導和平協商，共同經營賭場平均分配利益。芳明館共同掌管稱之為「公場」的賭場含有骰子、天九牌、麻將是當時全台灣最大的賭場，加上地盤眾多的公娼館與娛樂場所，使得芳明館成為眾多艋舺角頭之中最大的角頭團體。

### 槍殺老大
盛極一時的芳明館角頭因為賭場利益與地盤鬥爭，內部逐漸產生惡鬥趨於四分五裂。幫內老大「流氓」連明彥與「庫瑪」林春發等人為了賭場利益問題，與「大江」江永寧、「水泥桶」廖勝美、「三八慶江」翁金龍等角頭老大產生矛盾不時發生衝突。終究在1977年底，林春發唆使小弟燒毀江永寧的住家引發戰火，兩派之間從此衝突不斷，遂於在1980年前後爆發槍戰，林春發遭到江永寧派系開槍射瞎左眼，同樣是角頭的廖勝美也唆使手下「添來仔」李添來槍殺連明彥，芳明館此件內鬨兇殺事件震驚社會，長年維持的派系平衡瞬間崩裂，從此各自為政不斷相互爭鬥。
原為「流氓」連明彥手下的芳明館份子綽號「珍珠呆」的梁國愷，在連明彥死後由「庫瑪」林春發所吸收成為保鑣，並曾經對「龍山寺口」老大「阿肥」林復雄開槍擊傷腿部而入獄。梁國愷出獄後回到芳明館，因賭場利益問題與林春發反目，夥同手下「小四」王邦駒於1984年1月7日凌晨，於萬華區西昌街的賭場槍殺自家老大林春發，並再因權力鬥爭於1985年3月9日凌晨，夥同手下王邦駒、黃清源、黃建成等人於萬華區萬大路「萬達賓館」槍殺另一位老大「紅胖」黃忠義。梁國愷兩度槍殺芳明館自家老大的兇殺案震驚社會，也開創了黑幫小弟殺老大出頭的風氣，並被警方列為十大槍擊要犯進行追緝。
1985年7月17日，警方接獲線報於臺北縣板橋市雙十路二段圍捕正在逃亡的梁國愷與手下王邦駒、顧正熙等人並且爆發槍戰。最終梁國愷服下氰化物自殺，王邦駒則挾持人質與警方持續對峙後，棄械投降遭到逮捕入獄服刑。芳明館也因政府實行「一清專案」全國大掃黑，使得「水泥桶」廖勝美、「大江」江永寧等芳明館老大相繼遭逮捕入獄，導致影響聲勢逐漸下滑。
1988年10月21日，芳明館角頭「細漢忠」鄭正忠因賭場糾紛於萬華區環河南路二段遭到「堀江町」份子槍殺身亡，曾經因槍殺「流氓」連明彥的「添來」李添來於同年5月出獄，鄭正忠遭槍殺後便逐步取代其勢力躍升為新一代的角頭大哥，卻在1989年10月間遭到昔日手下「明哥」黃兆針夥同綽號「阿成」的黑幫份子，持鋼筆手槍將其槍殺身亡。同年間，「小四」王邦駒假釋出獄後被同是芳明館的角頭「蟾蜍坤」楊培坤所吸收，但終究再因為利益問題，王邦駒於1990年間同樣槍殺自家老大楊培坤以及「芭樂」張蒼榮等人，繼梁國愷之後再度亡命天涯並成為槍擊要犯。芳明館多年來連續數起小弟槍殺老大的醜聞轟動全台南北二路，也使得芳明館遠近馳名。1992年9月15日，逃亡至日本的王邦駒因槍擊東京都警察而遭逮捕歸案。

### 聲勢衰退
1996年台灣政府實行「治平專案」全國大掃黑，芳明館角頭老大「大頭」邱文龍等人也因掃黑遭到逮捕入獄，並配合幫派解散政策宣佈脫離黑幫。並因1997年間，台北市政府廢除公娼制度，強力掃蕩台北市內公娼、私娼、妓院、酒店等行業，導致芳明館主要賴以維生的寶斗里風化區被迫走入歷史，轄區內榮景不再，芳明館角頭從此走向衰頹之勢。
2004年4月，芳明館角頭老大「目鏡賢」柯錫賢因近年芳明館勢力沒落，個人經濟狀況欠佳，心情無法調適而上吊自殺，也道盡芳明館角頭勢力遭時代遺棄的心酸。

### 近期發展
2010年4月，芳明館角頭與頭北厝、華西街等角頭一同以「艋舺」名義出席縱貫線教父「憨面」李照雄的出殯儀式，高調行為引起警方高度關注。
2018年，出身芳明館角頭「黃仔源」黃清源獲得地方仕紳支持，榮任艋舺青山宮主任委員獲得媒體關注報導，再度使得沉寂已久的「芳明館」名號出現在各大媒體之中。

## 知名成員
- 「流氓」連明彥 -芳明館最早的角頭老大，1980年代因內部鬥爭遭另一名角頭唆使手下將其槍殺身亡。
- 「水泥桶」廖勝美 -芳明館角頭之一，曾於一清專案期間入獄，1991年再被提報流氓管訓後淡出江湖[33]。2010年初因癌症病逝。綽號原為閩南語發音「紅毛土桶，âng-mn̂g-thôo-tháng」。
- 「大江」江永寧 -芳明館角頭之一，又稱「長腳江」，曾於一清專案期間入獄，1999年再因治平專案被掃黑入獄後淡出江湖。
- 「紅胖」黃忠義 -芳明館角頭之一，又稱「紅胖忠」，1985年間因權力鬥爭遭梁國愷槍殺身亡。
- 「庫瑪」林春發 -芳明館角頭之一，連明彥死後吸收梁國愷等人納入門下，但最終遭到梁國愷背叛槍殺。綽號原意為日文的「熊（くま，kuma）」。
- 「珍珠呆」梁國愷 -芳明館外省籍殺手，當時少數最初拜入連明彥門下的成員之一。連死後被林春發所吸納，但因利益糾紛兩次槍殺自家老大被警方列為十大槍擊要犯緝捕，在逃亡期間與西北幫李慧昌並稱「北梁南李」。1985年在警方圍捕行動中服氰化物自殺[34]。
- 「小四」王邦駒 -芳明館外省籍殺手，跟隨梁國愷槍殺自家老大林春發等人後亡命天涯，梁死後再度槍殺自家老大楊培坤等人並逃往日本投靠在日芳明館分子。1992年槍殺東京都警察後震驚社會，也隨即遭逮捕歸案。2009年出獄後假釋期間於2015年再因吸毒案遭逮捕入獄[21]。
- 「冬瓜」郭東修 -昔日殺手與角頭之一，出獄後痛改前非退出江湖，經營殯葬業行善替上千具無名屍入土為安而廣為人知。2013年9月1日病逝，其子繼承父業，並以父親的名義繼續行善。
- 「黃仔源」黃清源 -。出獄後回至萬華區開設建設公司投身慈善，於2018年間擔任艋舺青山宮最高主委再度躍上媒體。

## 參閲
- 艋舺
- 艋舺角頭
- 臺灣黑幫

## 外部連結
- 組織犯罪防制條例 （页面存档备份，存于）（繁體中文）